# Кобаясі Санае
Санае Кобаясі (яп. 小林 沙苗 Кобаясі Санае) — японська сейю. Народилася 26 січня 1980 року в Сідзуока (Японія). Працює на аґентство Production Baobab.

## Відомі ролі
- Yu-Gi-Oh! G/X — Асука Тендзоюн
- Медлакс — Медлакс
- Hand Maid May — Мей
- Hikaru no Go — Акіра Тойя
- Papuwa — Котаро
- Area 88 — Кіторі Палванеф
- Ельфійська пісня — Люсі та Ню
- Енма, шляхетний демон вогню — Бентен
- Gilgamesh — Фуко Мімору
- Heat Guy J — Антоніа Веллучі
- Strawberry 100% — Кітаодзі Сацукі
- Супервимірна фортеця Макрос — Сара Номе
- Mermaid Melody Pichi Pichi Pitch — Марія
- Mai-HiME та Mai-Otome — Акіра Окузакі
- Najica Blitz Tactics — Рена Узукі
- Someday's Dreamers — Хару Кікуті
- Sousei no Aquarion — Хонґ Ліхуа
- Yami to Boushi to Hon no Tabibito — Ліліт
- Naruto — Сасаме
- Sonic X — Крістофер «Кріс» Торндайк
- .hack//Liminality — Май Мінасе
- .hack//Roots — Ендер / Пі
- Ergo Proxy — Дедал Юмено
- NHK ni Youkoso! — Хітомі Касіва
- D.Gray-man — Аллен Волкер